# 哪吒传奇
《哪吒传奇》是一部中国大陆古代历史动画片，于2003年6月1日“六一”儿童节推出，是由中国中央电视台青少年节目中心动画片部制作、中国中央电视台少儿频道出品，分别在《大风车》、《动画城》、《中国动画精品版》播放，是由陈家奇、蔡志军执导，一共52集，为2010年播映的动画片《美猴王》的前传。2005年，TVB购下了《哪吒传奇》於香港的独家播映权，该公司其后将主题曲改成广东话，由黄宗泽演唱。

## 主创人员
- 出品人：余培侠
- 监制：赵文江
- 文学顾问：欧阳逸冰
- 艺术顾问：戴铁郎
- 技术监制：范玲
- 制片人：李捷、蔡启华
- 编剧：孟瑶、吴楠、卞智洪
- 美术设计：陈联运、俞臻彦
- 作词：乔羽、张黎
- 作曲：肖白
- 片尾歌作曲：李海鹰
- 配音指导：李真惠
- 美术导演：张族权
- 总导演：陈家奇、蔡志军

## 主题歌
- 片头曲《小哪吒》 演唱者：孙楠
- 片尾曲《少年英雄小哪吒》 演唱者：杨采钰

## 剧情简介
本剧讲述了哪吒历经磨难，最终击败魔头石矶，协助姬发击败纣王的故事。

## 登场人物
- 哪吒

原型：三坛海会神哪吒
本作的主角。李靖和殷夫人的三儿子，金吒、木吒的弟弟，太乙真人的弟子。在石矶被彻底消灭后成为天庭正神。
- 龙女

本作的女主角。哪吒的同伴，东海龙王的女儿，敖丙的妹妹。故事中期和哪吒产生情愫，但是有缘无份，在哪吒升入天庭后继续在海底守望着他。
- 小猪熊

哪吒一家的宠物，平时待在哪吒的衣服里。
- 李靖

原型：托塔天王李靖
商纣王时期的陈塘关总兵，殷夫人的丈夫，哪吒三兄弟的父亲，度厄、燃灯两真人的弟子。石矶被彻底消灭后成为天庭正神（托塔天王）。
- 金吒

原型：西方灵山护法神金吒
李靖和殷夫人的长子，哪吒和木吒的大哥，文殊真人的弟子。石矶被彻底消灭后成为天庭正神，再之后前往西方修行。
- 木吒

原型：惠岸童子木吒
李靖和殷夫人的次子，哪吒的二哥，普贤真人的弟子。石矶被彻底消灭后成为天庭正神，再之后前往普陀山修行。
- 敖广

原型：东海龙王敖广
龙女和敖丙的父亲，东海水族的统治者。
- 敖丙

原型：东海龙王三太子
东海龙王的三儿子，龙女的哥哥。
- 杨戬

原型：二郎显圣真君杨戬
玉帝的外甥，女娲座下的童子，后拜玉鼎真人为师，身边携带着灵犬（哮天犬）以及三首恶龙所变化的宝刀（三尖两刃刀）。石矶被消灭后前往灌江口隐居并成为当地的神明。
- 申公豹

原型：分水将军申公豹
殷商国师，实为石矶的爪牙，死后被封为分水将军。
- 帝辛

殷商的末代君主纣王，荒淫好色的暴君，最后和妲己一同葬身于摘星楼的烈火当中，死后封为天喜星。
- 妲己/九尾狐

苏护的女儿，被九尾狐杀害并幻化借以迷惑纣王，最后和纣王一同葬身在摘星楼的火海中。
- 石矶

原型：石矶娘娘
拥有千年修为的妖王，终篇时控制哪吒意图复活但是最终失败并被消灭。
- 姬发

周武王，西周王朝的开国君主。

## 剧集标题
| - 第一集 - 哪吒出世 - 第二集 - 这个孩子不一般 - 第三集 - 石矶降灾 - 第四集 - 轩辕箭 - 第五集 - 痛打大国师 - 第六集 - 天绫的风波 - 第七集 - 神秘大海 - 第八集 - 石矶的阴谋 - 第九集 - 哪吒蒙冤 - 第十集 - 海底大战 - 第十一集 - 祸上加祸 - 第十二集 - 水淹陈塘关 - 第十三集 - 哪吒自刎 - 第十四集 - 石矶更强大了 - 第十五集 - 大战骷髅山 - 第十六集 - 玲珑宝塔 - 第十七集 - 仙岛与鹿台 - 第十八集 - 西歧来客 - 第十九集 - 双凤救主 - 第二十集 - 不落的太阳 - 第二十一集 - 巨人之战 - 第二十二集 - 关进地下河 - 第二十三集 - 绝处逢生 - 第二十四集 - 奇怪的伙伴 - 第二十五集 - 父母情深 - 第二十六集 - 千钧一发 |  | - 第二十七集 - 浩劫降临 - 第二十八集 - 盘古玉石 - 第二十九集 - 杨戬盗宝 - 第三十集 - 惺惺相惜 - 第三十一集 - 冰冻岐山 - 第三十二集 - 共同的敌人 - 第三十三集 - 炎山弱水 - 第三十四集 - 梦想之谷 - 第三十五集 - 快乐的力量 - 第三十六集 - 风火轮 - 第三十七集 - 魑魅魍魉 - 第三十八集 - 毒蝎魔杖 - 第三十九集 - 月蚀之夜 - 第四十集 - 金台拜将 - 第四十一集 - 公平交易 - 第四十二集 - 将计就计 - 第四十三集 - 魔家四兄弟 - 第四十四集 - 天极四星阵 - 第四十五集 - 镜中魔影 - 第四十六集 - 武王过黄河 - 第四十七集 - 信义无价 - 第四十八集 - 决战朝歌 - 第四十九集 - 纣灭商亡 - 第五十集 - 武王登基 - 第五十一集 - 黑暗不可怕 - 第五十二集 - 人间大道 |  |

## 反响
由于2025年春节档同时有《哪吒之魔童闹海》和《封神第二部：战火西岐》两部基于《封神》题材的电影上映（前者《魔童闹海》更在全球最高電影票房收入列表一路“爬榜”），本作在首播22年过后再次掀起中国内地网络热议。

## 外部連結
- 《哪吒傳奇》官方主頁（页面存档备份，存于）
- 豆瓣电影上《哪吒传奇》的資料 （简体中文）